# 轉化 (生物)
轉化又譯轉形，即細胞通過攝取外源遺傳物質(DNA或RNA)而發生遺傳學改變的過程。在转化过程中，转化的DNA片段称为转化因子。受体菌只有处在感受态时才能够摄取转化因子。转化因子通常是质粒DNA。而质粒融合或病毒感染是导致引入外源DNA的原因。動物細胞的轉化又被稱爲“轉染”（transfection）。转基因植物的产生通常也被认为是一种转化。

## 方法
在分子生物学实验中，細胞可變成活化（Competence）细胞又称为感受态，即可以接受外源DNA。
- 自然活化是细菌的一种在自然环境或实验室环境内均会发生的活化过程，自然活化由英国医生弗雷德里克·格里菲斯（Frederick Griffith）于1928年发现。细菌需要有能编码IV型性菌毛 (T4P)
- 诱导活化或人工活化则是一种在实验室环境里，透过特殊的处理，令细胞群落产生变化，从而有能力接受外来的DNA。
  - 電擊破洞法（electroporation）：細胞與DNA混合；高電壓脈衝；隨後在富營養培養基内復甦。多用于对酵母细胞的转化。
  - 化學方法：将細胞悬浮于0℃的氯化钙溶液中，并加入外源DNA（一般为质體），混合后放置约半小时；短暂（一般为75－90秒）昇溫至42℃（即熱休克）；加入富含營養的培養基以进行復甦。该方法一般用于对原核细胞，特别是大肠杆菌的转化。

以上方法儘管原理仍然未知，但實驗證明有效。

## 历史
弗雷德里克·格里菲斯（Frederick Griffith）在1928年利用肺炎鏈球菌與老鼠所進行的一系列生物學格里菲斯實驗。实验发现：向不致病的菌种中注入被加热杀死的致病菌种，会导致混合液使小鼠致病。實驗結果顯示，細菌的遺傳訊息，會因為“轉型”（或稱轉化）作用而發生改變。1944年的进一步的埃弗里-麦克劳德-麦卡蒂实验得出结论DNA是遗传物质而不是其它（如蛋白质）。